# Estádio Municipal Abelardo Rodrigues
Estádio Municipal Abelardo Rodrigues – stadion piłkarski, w Alto do Rodrigues, Rio Grande do Norte, Brazylia, na którym swoje mecze rozgrywa klub Atlético Clube Corintians.